# Messerschmitt Me 262

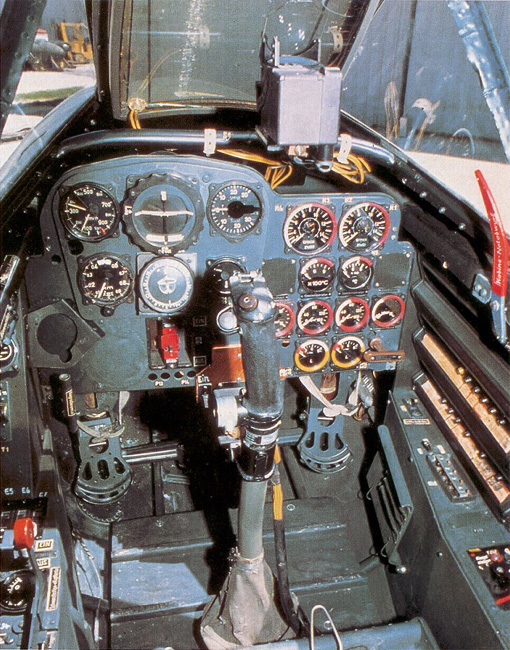
De cockpit van een Me 262, tijdens een naoorlogse evaluatie in de VS

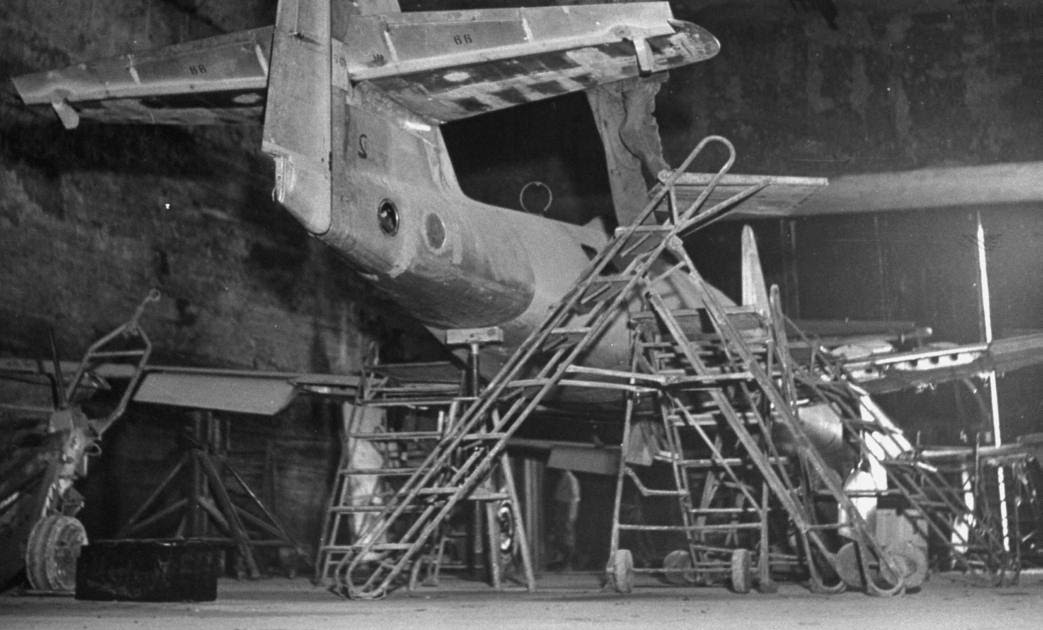
Productie van de Me 262 in 1945 in de REIMAHG-fabriek in een tunnel onder een berg

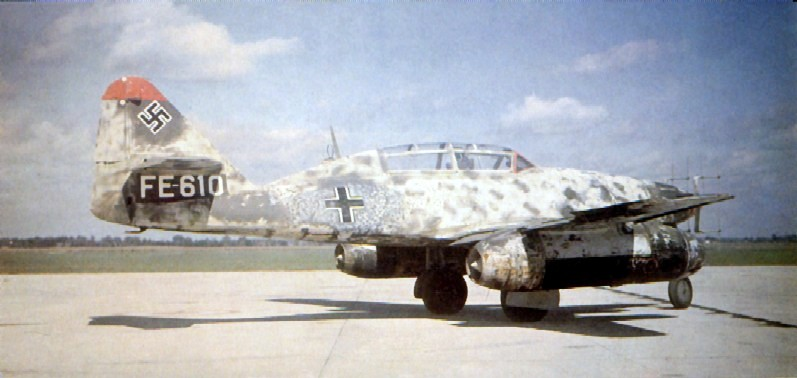
Een Me 262B-1a/U1, een tot nachtjager omgebouwd tweezits trainingstoestel, dat na de oorlog werd meegenomen naar de VS, waar deze foto is genomen

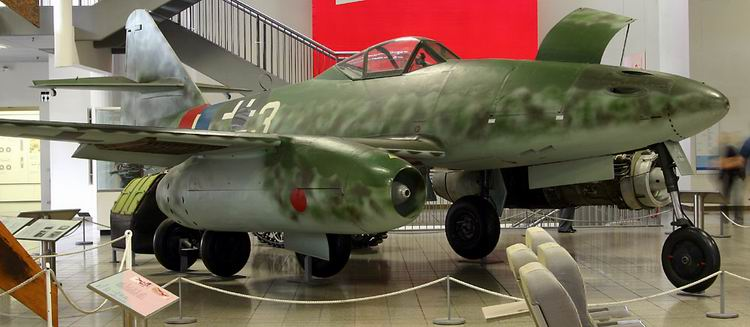
Een Messerschmitt Me 262 in het Deutsches Museum te München

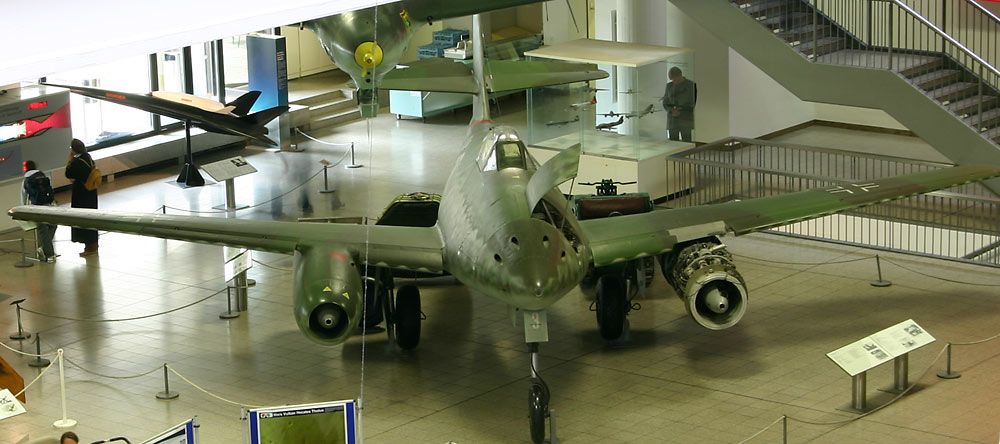
Dezelfde Me 262 in een meer frontale foto

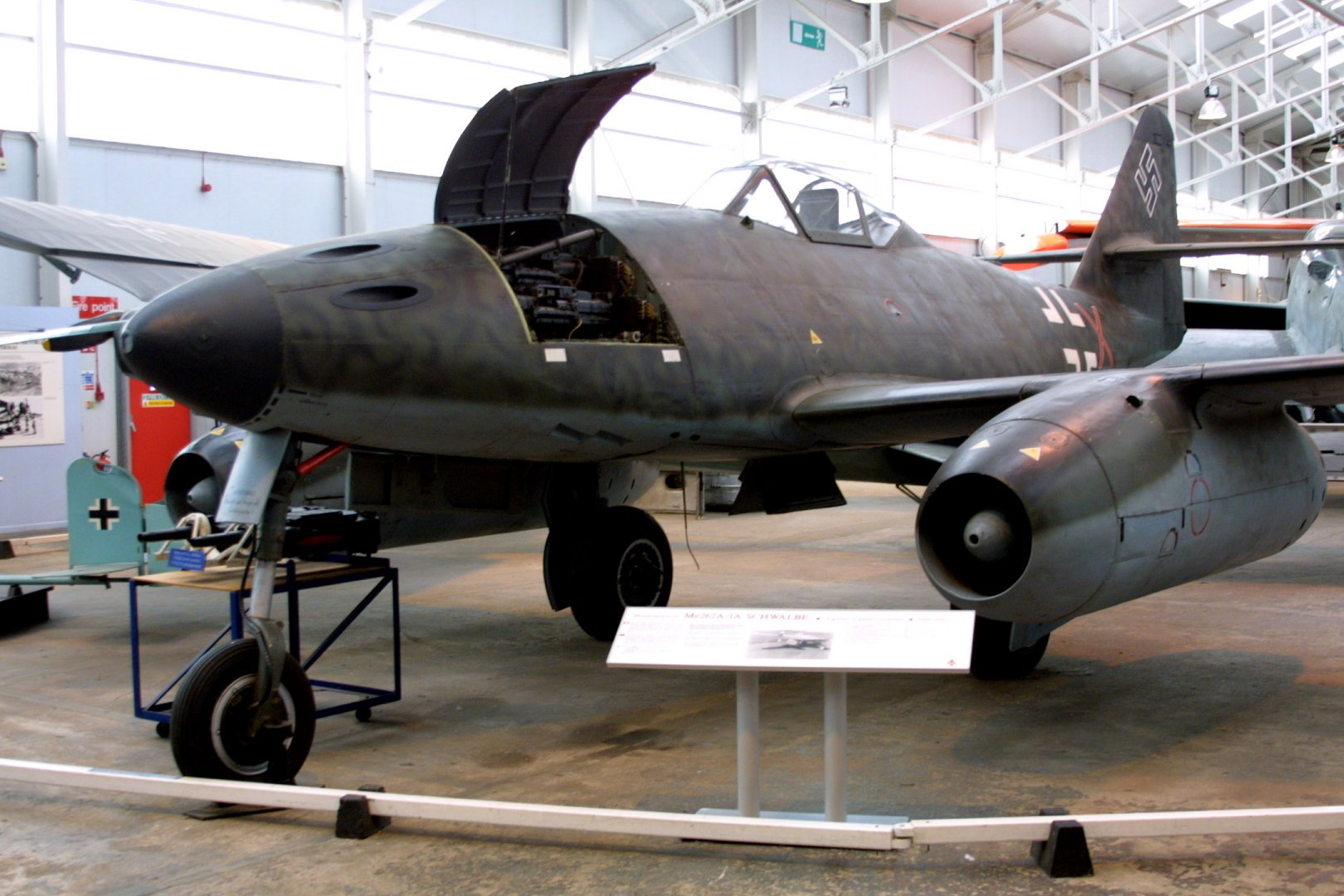
Een Messerschmitt Me 262 te RAF Cosford in 2002

De Messerschmitt Me 262, bijgenaamd Schwalbe (zwaluw), was het eerste operationele jachtvliegtuig aangedreven door straalmotoren. Het toestel werd door de Luftwaffe beperkt ingezet tijdens de Tweede Wereldoorlog.

## Ontwikkeling
Alhoewel het vaak wordt beschouwd als een van Hitlers wonderwapens begon de ontwikkeling van de Me 262 voor de oorlog en lagen de eerste plannen in april 1939 al op tafel. De testvluchten begonnen in april 1941. Een conventionele Junkers Jumo 210 motor werd in de neus geïnstalleerd bij de eerste testvluchten omdat de BMW 003 straalmotoren nog niet klaar waren voor gebruik.
Ook de nieuwe Junkers Jumo 004-straalmotoren bleken nogal onbetrouwbaar en alhoewel alle aanpassingen aan het vliegtuigontwerp in 1942 afgesloten waren werd de productie pas in 1944 opgestart, toen de motoren betere prestaties leverden. Echter, na 10 vlieguren moesten deze alweer gereviseerd worden.

De Me262 was bedoeld als jachtvliegtuig, maar Hitler besliste dat het een bommenwerper moest worden en verbood om over de Me262 te spreken behalve als snelle bommenwerper. Generaal veldmaarschalk Erhard Milch had bijvoorbeeld tegengeworpen: 
"Mein Führer, das sieht doch jedes Kind, dass dies kein Bomber, sondern ein Jäger ist!" 

(Mijn Leider, dat ziet toch elk kind, dat dit geen bommenwerper, maar een jachtvliegtuig is!)
Toch kondigde de Me 262 het einde aan van het tijdperk van door propeller aangedreven jachtvliegtuigen. Het straaljachtvliegtuig kon een topsnelheid van 870 km/h halen, meer dan 150 km/h sneller dan andere vliegtuigen en zijn vier 30 mm-snelvuurkanonnen zorgden voor voldoende vernietigende kracht bij aanvallen op bommenwerpers. Het ontwerp was aerodynamisch vooruitstrevend, veel moderner dan zijn Britse tegenhanger de Gloster Meteor.

## Operaties
In het begin mochten alleen ervaren piloten met de Me 262 vliegen omdat het heel wat kennis vroeg om de nieuwe motoren en de hoge snelheid het vliegtuig optimaal te gebruiken. Vanaf de laatste oorlogswinter kregen ook de minder getrainde vliegers omscholing op de Me 262.
In 1945 was de Luftwaffe niet meer in staat om veel conventionele toestellen in de lucht te houden door een nijpend brandstofgebrek. De straalmotoren van de Me 262 gebruikten een ander type brandstof en konden nog redelijk ingezet worden. Tijdens hun vluchten werden zij geconfronteerd met grote aantallen vijandelijke toestellen zodat de Me 262 geen bepalend effect meer kon hebben op het verloop van de oorlog.
Op 18 maart 1945 onderschepten 37 Me 262's een vloot van 1221 Amerikaanse bommenwerpers en 632 escorterende jagers. Ze slaagden erin twaalf bommenwerpers en één jager neer te halen en verloren zelf drie toestellen. Toch was dat slechts één procent van de aanvalsmacht. Tevens gingen er meer verloren door bombardementen op de Duitse vliegvelden.
Na de oorlog werd de Me 262 en andere geavanceerde Duitse technologie door de Sovjet-Unie, Amerikanen, Britten en Fransen meegenomen naar eigen land en daar grondig bestudeerd. De opgedane kennis van de Me 262 resulteerde dan ook in de productie van eigen straaljagers. Tsjecho-Slowakije produceerde na de oorlog nog een twaalftal toestellen en nam deze, aangeduid als Avia S-92 (eenzitter, negen stuks) en CS-92 (tweezitter, drie stuks), in dienst.
Er vliegen nu weer twee Me 262's op luchtshows. Ze zijn nagebouwd aan de hand van een door de Amerikanen buitgemaakte Me 262B-1a maar met moderne straalmotoren.

## Eenheden
- Erprobungsstelle Rechlin
- Kampfgeschwader 76 (Geschwaderstab)
- Einsatzkommando 262 (Ekdo.- 262), later Kommando Nowotny
- Kampfgeschwader 51 "Edelweiß" (hiervan zijn alleen toestellen geïdentificeerd uit het 1e en 2e staffel)
- 9K+FH en 9K+MK
- Aufklärungsgruppe Nacht (zou met de Me 262 gevlogen hebben, maar er zijn geen toestellen geïdentificeerd)
- Kommando Rowehl Aufklärungsgruppe ObdL (zou met de Me262 gevlogen hebben, maar er zijn geen toestellen geïdentificeerd)
- Ergänzungsjagdgeschwader 2 - EJG 2
- Kampfgeschwader (Jagd) 54 - KG(J)54
  - I./KG(J)54
  - II./KG(J)54
  - III./KG(J)54
- Kommando Welter 10./NJG 11
- Nahaufklärungsgruppe 6 - NAGr.6
- Jagdgeschwader 7 - JG 7
  - I./JG 7
  - II./JG 7
  - III./JG 7 (deze eenheid was mogelijk op de Fliegerhorst Volkel gelegerd)
- Jagdverband 44 - JV 44 (Gallands "Experten")
- Einzatzkommando Schenk (deze eenheid was met drie toestellen op Volkel gelegerd)

## Varianten
- Me 262V
  - Me 262V-1 - prototype met BMW 003-straalmotoren.
  - Me 262V-2 - prototype met BMW 003-straalmotoren.
  - Me 262V-3 - prototype met Junkers Jumo 004-straalmotoren.
  - Me 262V-4 - prototype met Junkers Jumo 004-straalmotoren.
  - Me 262V-5 - prototype met Junkers Jumo 004-straalmotoren.
  - Me 262V-6 - prototype met Junkers Jumo 004-straalmotoren.
  - Me 262V-7 - prototype met Junkers Jumo 004-straalmotoren.
  - Me 262V-8 - prototype met Junkers Jumo 004-straalmotoren.
  - Me 262V-9 - prototype met Junkers Jumo 004-straalmotoren.
  - Me 262V-10 - prototype met Junkers Jumo 004-straalmotoren.
  - Me 262V-11 - prototype met Junkers Jumo 004-straalmotoren.
  - Me 262V-12 - prototype met Junkers Jumo 004-straalmotoren.
- Me 262A
  - Me 262A-0 Schwalbe - eerste testserie met Junkers Jumo 004B straalmotoren.
  - Me 262A-1a Schwalbe - eerste standaardserie met Jäger (jager) en Jabo (jachtbommenwerper). 4 30 mm MK 108 machinegeweren, de twee bovenste met 100 patronen, de twee onderste met 80 patronen.
    - Me 262A-1a/U1 - één omgebouwd prototype met totaal zes in de neus gemonteerde machinegeweren, twee 20 mm MG 151, twee 30 mm MK 103, en twee 30 mm MK 108.
    - Me 262A-1a/U2 - één omgebouwd prototype met FuG 220 Lichtenstein SN 2 radar en Hirschgeweih antenne om de Me 262 te testen als een nachtjager.
    - Me 262A-1a/U3 - verkenningsversie, in kleine aantallen omgebouwde A-1a's, RB 20/30 camera's gemonteerd in de neus (soms één RB 20/20 en één RB 75/30). Sommigen behielden één 30 mm snelvuurkanon als bewapening, maar de meesten waren onbewapend.
    - Me 262A-1a/U4 - twee omgebouwde prototypes met een 50 mm antitankkanon in de neus.

  - Me 262A-1b - gelijkend op de A-1a maar met BMW 003 straalmotoren. Slechts enkele werden gebouwd - twee hebben zeker bestaan in experimentele inrichtingen; maximale snelheid 800 km/h.
  - Me 262A-2a Sturmvogel - definitieve blitzbommenwerper versie met slechts twee 30 mm MK 108 met 100 patronen, aanhanginrichting voor maximum 1.000 kg bommen.
    - Me 262A-2a/U1 - enkel omgebouwd prototype met een geavanceerd bomvizier.
    - Me 262A-2a/U2 - omgebouwde A-2a met een glazen neus met accommodatie voor een verkenner.

  - Me 262A-3a - geprojecteerde grondaanval versie.
  - Me 262A-4a - verkenningsversie
  - Me 262A-5a (respectievelijk A-1a/U3) - definitieve verkenningsversie voor details zie A-1a/U3.
- Me 262B
  - Me 262B-1a - tweezits trainingstoestel, dezelfde bewapening als de A-1a, maar met gereduceerde interne motorbrandstofcapaciteit, afwerpbare tanks als compensatie.
    - Me 262B-1a/U1 - omgebouwde trainingstoestellen tot nachtjager door toevoeging van een FuG 218 Neptun of FuG 240 onderscheppingsradar en FuG 350 passieve ontvangstradar. Optioneel één of twee naar boven gerichte schuine 30 mm MK 108's.

  - Me 262B-2 - geprojecteerde nachtjagerversie, gelijkend op B-1a/U1 maar met verlengde romp voor een grotere interne brandstofcapaciteit.
- Me 262C Heimatschützer
  - Me 262C-1a - enkel prototype van een RATO (Rocket Assisted Take-Off, raket geassisteerde opstijging) onderscheppingsjager met een Walter raket bevestigd in de staart. Hierdoor kon het toestel zeer snel stijgen. Dezelfde bewapening als de A-1a, en twee BMW 003 of Jumo 004 motoren.
  - Me 262C-2b - enkel prototype van een RATO onderscheppingsjager met BMW-raketten. Voor de rest hetzelfde als de C-1a
  - Me 262C-3a - enkel prototype van een RATO onderscheppingsjager met Walter raketten in een pakket.
- Me 262D
  - Me 262D-1 - voorgestelde variant voor het vervoer van Jagdfaust raketten.
- Me 262E
  - Me 262E-1 - voorgestelde met een kanon bewapende variant gebaseerd op de A-1a.
  - Me 262E-2 - voorgestelde variant met 48 R4M raketten bewapend
- Me 262Lorin
  - Me 262Lorin - voorgestelde variant met Lorin-motoren.
- Me 262HG
  - Me 262HG I - verbeterde aerodynamica (verbeterde stuurinrichting voor minder luchtweerstand, HG staat voor Hohe Geschwindigkeit, Hoge Snelheid)
  - Me 262HG II - verder verbeterde aerodynamica (nieuwe vleugel met grotere hoek)
  - Me 262HG III - verder verbeterde aerodynamica (vleugel met een hoek van 49° en een betere stroomlijn voor de verbinding tussen motor en vleugel)

## Trivia
- De Nakajima Kikka was een Japanse versie van de Me-262
- De band Blue Öyster Cult maakte in 1974 het album Secret Treaties met daarop het nummer ME262, met verwijzing naar maart/april 1945.

Vooroorlogse ontwerpen:
S 7 ·
S 8 ·
S 9 ·
S 10 ·
S 13 ·
S 14 ·
S 15 ·
S 16 ·
M 17 ·
M 18 ·
M 19 ·
M 20 ·
M 21 ·
M 22 ·
M 23 ·
M 24 ·
M 25 ·
M 26 ·
M 27 ·
M 28 ·
M 29 ·
M 30 ·
M 31 ·
M 33 ·
M 35 ·
M 36 · 
M 37
Ontwerpen 1933-1945:
Bf 108 · 
Bf 109 ·
Bf 109TL ·
Bf 109Z ·
Bf 110 ·
Bf 161 ·
Bf 162 ·
Me 163 · 
Me 209 ·
Me 210 ·
Me 261 ·
Me 262 · 
Me 263 ·
Me 264 · 
Me 265 · 
Me 290 · 
Me 309 ·
Me 309Z ·
Me 321 · 
Me 323 · 
Me 328 · 
Me 334 ·
Me 410 · 
Me 509 · 
Projecten tot 1945:
P.1051 ·
P.1062 ·
P.1065 ·
P.1070 ·
P.1073 ·
P.1092 ·
P.1095 ·
P.1099 ·
P.1100 ·
P.1101 ·
P.1102 ·
P.1103 ·
P.1104 ·
P.1106 ·
P.1107 ·
P.1108 ·
P.1109 ·
P.1110 ·
P.1111 ·
P.1112
Libelle ·
Schwalbe ·
Wespe ·
P.08.01 ·
Zerstörer Project II
Overig:
C-44